# Uncharted 4: A Thief’s End
Uncharted 4: A Thief’s End ist ein vom amerikanischen Entwicklerstudio Naughty Dog exklusiv für die PlayStation 4 entwickeltes Spiel des Genres Action-Adventure. Herausgeber ist Sony Interactive Entertainment. Das Computerspiel ist nach Uncharted: Drakes Schicksal (2007), Uncharted 2: Among Thieves (2009) und Uncharted 3: Drake’s Deception (2011) der vierte Teil der Uncharted-Serie und erschien am 10. Mai 2016. Uncharted 4 schließt die Saga um den Serienhelden Nathan Drake ab.
Am 28. Januar 2022 erschien zudem eine überarbeitete Version für PlayStation 5 im Rahmen der Legacy of Thieves Collection, zudem wurde am 19. Oktober 2022 eine PC-Version für Microsoft Windows auf Steam veröffentlicht. Die Collection beinhaltet neben Uncharted 4: A Thief’s End auch die eigenständige Erweiterung The Lost Legacy.
Die Entwickler beschreiben die Handlung als das „bisher größte Abenteuer, das Nathan Drake's physische Grenzen und seine Entschlossenheit auf die Probe stellen wird und schließlich auch, was er bereit ist zu opfern, um jene zu retten, die er liebt“.

## Handlung
Nach den Ereignissen in dem Spiel Uncharted 3: Drake’s Deception hat sich der Abenteurer Nathan Drake, der als Nachfahre des englischen Freibeuters Sir Francis Drake gilt, zur Ruhe gesetzt.
Zu Beginn des Spiels gibt es den ersten Rückblick auf Nathans Kindheit im römisch-katholischen St.-Francis-Waisenhaus, aus dem er mithilfe seines älteren Bruders Samuel ausbricht. Beide begeben sich auf die Suche nach den letzten Habseligkeiten ihrer verstorbenen Mutter Cassandra.
Inzwischen lebt Nate zurückgezogen mit seiner Ehefrau Elena Fisher in New Orleans und hat der gefährlichen Jagd nach Schätzen abgeschworen. Die eigentliche Handlung setzt 15 Jahre früher in einem Gefängnis in Panama ein, wo Nate, Sam und Rafe Adler nach einem Hinweis auf den Schatz von Henry Avery suchen. Dabei nutzen sie das Geld des reichen Rafe, um den Wärter Vargas für ihre eigenen Zwecke nutzen zu können. So hilft Vargas Nate beispielsweise in einer Schlägerei mit einem anderen Gefangenen namens Gustavo. Vor dem modernisierten Gefängnis befindet sich ein Turm eines älteren Gefängnisses, in dem früher Piraten hingerichtet wurden. In einer Zelle findet Nate ein Kreuz, welches den Heiligen Dismas darstellt, auf der Rückseite steht digna factis recipimus (lateinisch „wir empfangen, was unsere Taten wert sind“, Lk 23,41 ). Das Kreuz gibt allerdings keinerlei Hinweis auf den Schatz, da dessen Inhalt bereits gestohlen wurde. Dann fordert Vargas draußen jedoch Informationen über einen gefundenen Schatz, während Nate lediglich verneint. Als Nate, Sam und Rafe über ihr weiteres Vorgehen planen, werden sie von Gustavo und seinen Schlägern attackiert. Die Schlägerei wird daraufhin von den Wärtern unter Führung von Vargas beendet. Als die Häftlinge durchsucht werden, entdeckt Vargas das Kreuz. Daraufhin stellt er alleine in seinem Büro die drei zu Rede, wird dabei jedoch von Rafe getötet. Nate, Sam und Rafe fliehen vor den alarmierten Wachen. Bei dem Fluchtversuch stirbt Sam scheinbar und Nate folgt Rafe allein zu einem Boot an der Küste.
15 Jahre später arbeitet Nate als Taucher in einem Bergungstrupp. Sein Arbeitgeber Jameson ist über seine Dienste sehr erfreut, während Nate sich hingegen langweilt. Eines Morgens jedoch sitzt Nate in seinem Büro und wird dabei von seinem Bruder Sam in Empfang genommen. Sam benötige den Schatz und Nates Hilfe, da ihn der Drogenboss Hector Alcazar aus dem Gefängnis geholt habe, weil Sam ihm in der Zelle über den Wert und die Größe von Averys Schatz erzählt habe. Es stellt sich heraus, dass bei einer privaten Auktion in Italien auch ein Holzkreuz versteigert wird, das dem aus der Zelle in Panama gleicht.
Zusammen mit Victor Sullivan stehlen die Drake Brüder das Kreuz, werden dabei allerdings von Rafe und dessen Partnerin Nadine Ross bemerkt, können dabei aber fliehen.
Im Schottischen Hochland bei der Kathedrale des Hl. Dismas finden Nate und Sam weitere Hinweise über die Pläne Averys, der wohl verschiedene Piraten rekrutieren wollte. Rafe, Nadine und deren Söldner, die für die Privatarmee „Shoreline“ (welche von Nadines Vater gegründet wurde) arbeiten, entdecken die beiden Brüder allerdings, können jedoch in die Flucht geschlagen werden als Nate eine Falle auslöst. Zusammen mit Sully begeben sie sich nach Madagaskar, da eine Karte in den Katakomben der Kathedrale auf einen Vulkan in Madagaskar verweist. Dort befinden sich verschiedene Wachtürme, die alle einzelnen Piraten gewidmet sind, die sich Avery anschlossen. So unter anderem Thomas Tew, Christopher Condent, Anne Bonny oder Edward England. Im Turm von Avery finden die drei eine Karte der Stadt am Fuße des Vulkans, die auf zwei weitere Türme verweist. Sam untersucht den Turm an der Küste, während Nate und Sully den Turm in der Innenstadt inspizieren. Die zwei finden eine weitere Karte die eine Inselgruppe vor Madagaskar zeigt. Draußen werden sie bereits von Shoreline Söldnern erwartet und eine Verfolgung beginnt. Nate, Sam und Sully können knapp entkommen, treffen jedoch in ihrem Hotel auf Elena, die von Sully alarmiert wurde, da Nate sie nicht über sein Vorhaben in Kenntnis setzte. Daraufhin verlässt sie Nate, während Sully ebenfalls aussteigt.
Nate und Sam setzen ihre Suche fort und finden auf den Inseln heraus, dass Avery und Tew das Piratenutopia Libertalia bauten, wo sie alle ihre Schätze in ein Schatzhaus brachten. Nate schaut durch das Fernglas einer großen Avery Statue und erblickt eine große Insel in der Ferne, auf der sie Libertalia vermuten. Auf dem Weg geraten sie mit ihrem Boot in einen Sturm und werden von Shoreline angegriffen, die ihr Boot zerstören. Nate erwacht an der Küste und begibt sich auf die Suche nach Sam. Zusammen vereint entdecken die beiden schließlich Libertalia, das von den Einwohnern scheinbar schnell verlassen wurde. Im ausgeplünderten Schatzhaus entdecken sie die Reste eines Kampfes zwischen Wachen und Bewohnern. Die Porträts der Gründer wurden alle mit dem Wort „Dieb“ beschriftet. An der Decke befindet sich eine Karte der Insel, die New Devon als Wohngebiet der Gründer zeigt. Dort vermuten sie den Schatz. Dann werden die beiden von Nadine angegriffen. Als Rafe mit den Shoreline Hauptmännern Knot und Orca zu Hilfe eilt, bedroht Sam Nadine mit einer Waffe. Nate versucht seinen Bruder dazu zu bewegen die Waffe zu senken, wird stattdessen allerdings mit der wahren Geschichte von Sams Freilassung konfrontiert. Sam wurde von Rafe freigekauft, um ihm bei der Suche nach Libertalia zu helfen. Da Sam allerdings zu Nate gegangen ist, konnte ihm Rafe diesen Vertrauensbruch nicht verzeihen. Rafe schießt daraufhin auf Nate, der von seinem Bruder zurückgestoßen wird, als dessen Arm getroffen wird. Nate fällt eine Klippe hinunter, stößt sich den Kopf und wird von Bäumen aufgefangen.
Er erinnert sich an den Einbruch in die Villa zurück, in der er und Sam die Sachen ihrer Mutter vermuten. Als sie das Buch ihrer Mutter finden, werden sie von Evelyn, der alten und kranken Besitzerin bedroht, die aufgrund des Einbruches die Polizei alarmiert hat. Es stellt sich jedoch heraus, dass Evelyn eine Freundin von Cassendra war und sie erzählt den Brüdern über ihre Mutter, die eine große Historikerin gewesen sei. Dann stirbt die Frau jedoch plötzlich und die Polizei betritt das Haus. Nate und Sam können nur knapp mit dem Buch fliehen. In dem Buch befinden sich Aufzeichnungen über Averys Schatz und über Francis Drake und die Theorien über dessen Nachfahren. Die Brüder beschließen ein neues Leben zu beginnen und nun unter dem Namen Drake statt ihres eigentlichen Familiennamens Morgan zu leben.
Nate erwacht in den Armen seiner Frau Elena, erzählt ihr die Geschehnisse und bittet um Vergebung. Nate und Elena gehen nach New Devon, um Sam zu retten und kontaktieren Sully, der mit seinem Flugzeug am alten Hafen wartet. Vor New Devon entdecken sie dutzende Gibbets mit Skeletten. New Devon wurde zudem völlig überschwemmt und in den einzelnen Häusern der Gründungsmitglieder entdecken die beiden Hinweise darauf, dass sich die Piraten gegenseitig bekämpften, um ihre Schätze zu vergrößern. Lediglich Averys Haus wurde nicht überschwemmt. Dort treffen sie erneut auf Söldner und finden einen Geheimgang, der zu einem Schiffsfriedhof an der Küste führt. Dort unterstützen sie Sam, der sich befreien konnte. Zusammen gehen sie mit Sully zum Flugzeug, jedoch flieht Sam zum großen Berg, an dem sich Averys Schiff mit dem Schatz befinden soll, aber auch Rafe mit Shoreline wartet.
Nate wird von Sully und Elena getrennt und muss Sam nun alleine von der gefährlichen Suche abhalten. Nate geht in eine Höhle und entdeckt tatsächlich Averys Schiff. Nadine und Rafe streiten hingegen, da Nadine alle ihrer Männer, bis auf Knot und Orca, aufgrund der vielen Fallen Averys verloren hatte. Sam schnappt sich in diesem Augenblick ein Boot und fährt zum Schiff. Nadine hingegen möchte die Insel verlassen, wird dabei aber von Rafe geschlagen und ihren Männern verraten, sodass sie Rafe zum Schiff begleiten muss. Rafe kann nicht zulassen, dass ein anderer vor ihm den Schatz findet, da er nur durch sein Erbe reich wurde und daher sich selbst und der Welt etwas beweisen möchte.
Nate schwimmt zum Schiff, während der Bug des Schiffes durch eine Explosion zerstört wird. Er betritt das brennende Schiff und findet Knot, der eine Falle ausgelöst hatte, tot am Boden. Er geht in den Laderaum, in dem sich letztendlich der große Schatz befindet. Dort sieht er seinen bewusstlosen Bruder Sam, der unter einem Balken eingeklemmt ist. Rafe erscheint und Nadine bedroht Nate mit einer Waffe, als diese sich von hinten nähert. Sie bedroht jedoch auch Rafe mit ihrer Waffe, als sie ihm seine abnimmt und deutet auf zwei Skelette, welche die Überreste von Avery und Tew sind. Beide haben sich gegenseitig getötet, wie all jene, die besessen von dem Piratenschatz waren. Nadine verlässt daraufhin den Laderaum und schließt Rafe und Nate ein.
Während Nate versucht seinen Bruder zu befreien, greift Rafe ihn aus Zorn mit einem Schwert an. Nate schnappt sich das Schwert aus Tews Brust und beide kämpfen im brennenden Laderaum. Als Rafe Nates Schwert zerstört und diesen stellt, schneidet Nate rasch das Seil eines Flaschenzugs durch, das einen Korb voller schwerer Goldstatuen trägt. Dieser schnellt hinunter und der Inhalt begräbt Rafe unter sich.
Nate schießt dann mit einer Kanone ein Loch in das Heck des Schiffes, um das Schiff zum Sinken zu bringen und somit Sam zu befreien. Beide fliehen schließlich mit Elena und Sully von der Insel.
Nate und Elena fliegen nach Hause zurück und Sam schließt sich mit Sully zusammen, um weitere Schmuggelaufträge anzunehmen. Elena kauft mit dem Geld aus dem Schiff, das sie von Sam erhalten hatte, die Firma von Jameson und Nate und Elena beginnen ihre eigene Firma aufzubauen.
Einige Jahre später, an einem sonnigen Tag, versucht Cassie den geheimnisvollen Schrank ihres Vaters zu öffnen. Dort findet sie verschiedene Dinge wie zum Beispiel eine spanische Münze, eine blaue glühende Substanz, eine goldene Scheibe und ein seltsames Kreuz. Als sie ein Buch durchblättert, wird sie von ihren Eltern jedoch gefunden und zur Rede gestellt. Daraufhin entscheiden sich Nathan und Elena ihr die erlebten Abenteuer zu erzählen, worauf sich die Familie zum Boot begibt, um ihr die ganze Geschichte von Anfang bis Ende zu berichten.

## Spielprinzip
Der Protagonist Nathan Drake wird aus der Third-Person-Perspektive gesteuert. Die Spielfigur klettert und springt im Stil des Parkour über Hausdächer und Felsklippen. Der Kampf gegen feindliche Figuren ist je nach Wahl des Spielers mit unterschiedlichen Faustfeuer- und Langwaffen oder auch mit Nahkampftechniken möglich. In einem Feuergefecht hat die Spielfigur die Möglichkeit, aus einer Deckung heraus Schüsse abzugeben. Das Spielprinzip basiert dabei weitgehend auf dem Vorgänger Uncharted: Drakes Schicksal. Zudem lassen sich Fahrzeuge steuern und mittels eines Greifhakens schnell Hindernisse und Abgründe überwinden. Ein ausführliches Beispiel des angewandten Spielprinzips findet sich in einer sechzehnminütigen Demonstration, die anlässlich der Electronic Entertainment Expo 2015 veröffentlicht wurde. Es gibt darüber hinaus vier verschiedene Mehrspieler-Modi.

## Figuren
- Nathan Drake ist ein Abenteurer und Schatzsucher, der angibt ein Nachfahre des berühmten britischen Entdeckers Sir Francis Drake zu sein.
- Victor „Sully“ Sullivan ist ein Schatzsucher und ein guter Freund und Mentor von Nathan Drake.
- Elena Fisher ist eine Journalistin und leitet ihre eigene Fernsehsendung über Archäologie. Sie ist mit Nathan Drake verheiratet.
- Samuel „Sam“ Drake ist der ältere Bruder von Nathan. Er besitzt eine kriminelle Vergangenheit und galt seit vielen Jahren als tot. Zu Beginn von Uncharted 4: A Thief’s End taucht er unerwartet wieder auf und bittet seinen Bruder um Hilfe.
- Rafe Adler ist ein konkurrierender Schatzjäger. Auf der Suche nach Artefakten zeigt dieser aber wenig moralische Bedenken und geht kompromissloser vor als Nathan Drake.
- Nadine Ross ist die Besitzerin einer südafrikanischen Sicherheitsfirma und verfügt über eine Armee an Söldnern und moderne Waffen, die sie sich auch nicht scheut einzusetzen. Sie hat sich mit Rafe Adler verbündet.[9]

## Synchronsprecher

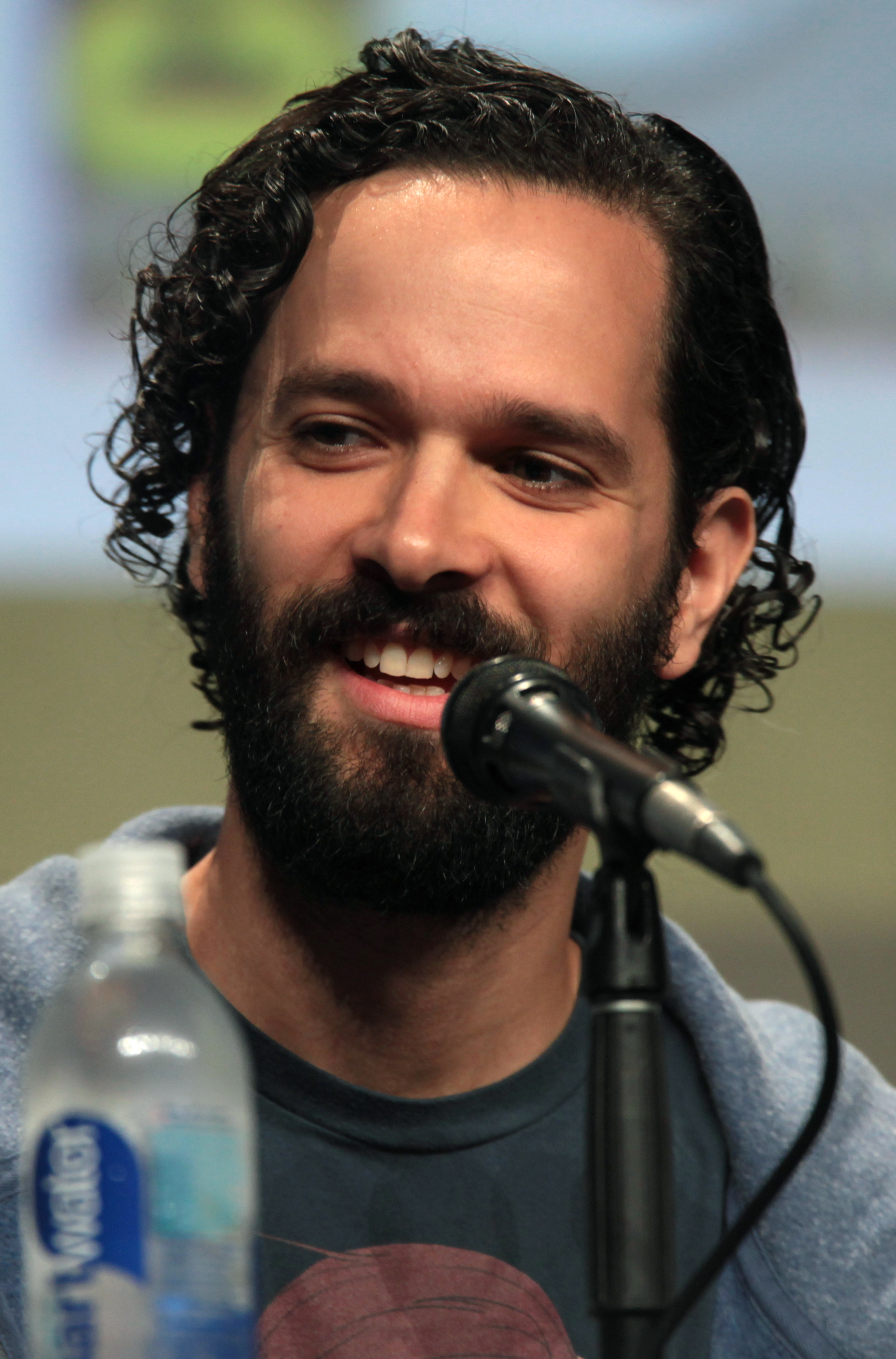
Neil Druckmann bei der San Diego Comic-Con International 2014

| Rolle                   | Deutscher Sprecher | Originalsprecher  |
| ----------------------- | ------------------ | ----------------- |
| Nathan „Nate“ Drake     | Jens Wendland      | Nolan North       |
| Samuel „Sam“ Drake      | Daniel Welbat      | Troy Baker        |
| Rafe Adler              | Isaak Dentler      | Warren Kole       |
| Nadine Ross             |                    | Laura Bailey      |
| Elena Fisher/Drake      | Anke Kortemeier    | Emily Rose        |
| Victor „Sully“ Sullivan | Richard van Weyden | Richard McGonagle |
| Junger Nate             | Tom Sänger         | Britain Dolton    |
| Junger Sam              | Sebastian Fitzner  | Chase Austin      |
| Evelyn                  | Petra Barthel      | Merle Dandridge   |
| Jameson                 | Erik Borner        | Brandon Scott     |
| Hector Alcazar          | Aart Veder         | Robin Atkin       |
| Vargas                  | Dirk Hardegen      | Hemky Madera      |
| Cassie                  |                    | Kaitlyn Dever     |
| Gustavo                 |                    | Alejandro Edda    |
| Knot                    |                    | Jean-Benoit Blanc |
| Orca                    |                    | Gideon Emery      |
| Schwester Catherine     | Gisa Bergmann      |                   |
| Pater Ryan Duffy        |                    |                   |

## Entwicklung
Die Ankündigung von Uncharted 4: A Thief’s End erfolgte im Rahmen des PlayStation-4-Launch-Events am 14. November 2013. Im März 2014 wurde bekannt, dass die Autorin der Serie, Amy Hennig, und der leitende Entwickler Justin Richmond das Entwicklerstudio Naughty Dog verlassen werden. Im Juni 2014 übernahmen dann Neil Druckmann und Bruce Straley, die Entwickler hinter dem Spiel The Last of Us, das laufende Projekt. Der Wechsel des kreativen Teams bedingte weitreichende Änderungen in der Handlung und der Ausrichtung des Spielprinzips.
Im März 2015 wurde dann die Verschiebung des Erscheinungstermins von Ende 2015 auf Frühjahr 2016 verkündet. Begründet wurde dieser Schritt mit der benötigten zusätzlichen Entwicklungszeit, um dem Spiel den nötigen Feinschliff zu verleihen. Der leitende Entwickler Neil Druckmann wurde zitiert mit den Worten: „Seit wir euch das erste Gameplay-Material zu Uncharted 4: A Thief’s End präsentierten, kam mehr vom Spiel und der Handlung zusammen und es wurde uns klar, dass dieses Spiel ambitionierter ist, als wir es ursprünglich annahmen.“
Im September 2016 gab man auf dem PlayStation Meeting in New York bekannt, dass die dort enthüllte PlayStation 4 Pro den Titel unterstützt und Uncharted 4: A Thief’s End somit in einer besseren Grafik darstellen kann.
Die Hauptfigur Nathan Drake wird auch im vierten Teil der Uncharted-Serie in der US-amerikanischen Sprachversion wieder von dem amerikanischen Schauspieler Nolan North synchronisiert. Sein Bruder wird von Troy Baker gesprochen.
Uncharted 4 war eines der ersten Spiele, das temporale Kantenglättung einsetzte.

## Erweiterungen
Im Rahmen der PlayStation Experience 2016 in Anaheim hat Naughty Dog einen Story-DLC angekündigt, der den Namen Uncharted The Lost Legacy trägt und die beiden Charaktere Chloe und Nadine in den Mittelpunkt rückt.
Die am 19. Oktober 2022 erschienene Legacy of Thieves Collection für Microsoft Windows beinhaltet die Erweiterung standardmäßig.

## Rezeption
„Der moderne Indiana Jones mit dem lockeren Mundwerk lässt mich nach seinem voraussichtlich letzten Abenteuer entsprechend mit einem lachenden und einem weinenden Auge zurück. Selten habe ich mich in letzter Zeit von einem Spiel so gut unterhalten gefühlt wie von Uncharted 4.“

Die Fachpresse lobt insbesondere die technische Qualität, die detailreiche Grafik sowie die Inszenierung des Spiels.

### Auszeichnungen
- Golden Joystick Awards
  - 2016: PlayStation Game of the Year[23]

Die letzten bekannten Verkaufszahlen liegen bei 18,6 Millionen Einheiten mit einem Umsatz von $585,000,000. 16 % sind digital verkauft worden.

## Trivia
- In zwei Sequenzen ist es innerhalb von Uncharted 4 möglich das Videospiel Crash Bandicoot, welches ebenfalls von Naughty Dog für die PlayStation entwickelt wurde, zu spielen. Zudem spielt der Schatz „seltsame Frucht“, der eine Wumpa Frucht darstellt, auf die Serie an.
- In einer Sequenz in King’s Bay erklärt Nate Sully, dass er sich einen Hund kaufen werde, falls er das Abenteuer überleben sollte. Daraufhin sagt Sully, dass er ihm den Hund selbst kaufen werde, falls dies geschehen sollte. Nate fragt, ob er ihn Victor nennen könne. Tatsächlich besitzt Nates Familie im Epilog eine Hündin namens Vicky.
- Der Gründerpirat, dessen Namen auf dem Porträt fehlt und dessen Namen und Siegel Sam völlig unbekannt sind, stellt Guybrush Threepwood aus Monkey Island dar. Sein Siegel ist ein Affe.
- Auf Nates Dachboden und später im Epilog im Schrank sind zahlreiche Sammelobjekte aus den vorherigen Teilen zu sehen.
- Der Schatz „seltsamer Anhänger“ entspricht einem Fireflyanhänger, ein Sammelobjekt aus The Last of Us, das ebenfalls von Naughty Dog entwickelt wurde.
- Die sonderbare Reliquie ist wie in den vorherigen Teilen ein goldener Precursor Orb, ein Sammelobjekt aus Jak and Daxter, welches auch von Naughty Dog entwickelt wurde.